# Judo al XV Festival olimpico estivo della gioventù europea
Le competizioni di judo al XV Festival olimpico estivo della gioventù europea si sono svolte dal 24 al 27 luglio 2019 presso il Complesso sportivo e d'esposizione Heydar Aliyev di Baku, in Azerbaigian.

## Partecipanti
Hanno partecipato alla competizione 297 atleti in rappresentanza di 40 comitati olimpici nazionali.
- Albania (1)
- Austria (8)
- Azerbaigian (12)
- Bielorussia (12)
- Belgio (6)
- Bosnia ed Erzegovina (5)
- Bulgaria (6)
- Croazia (5)
- Cipro (2)
- Rep. Ceca (7)

- Danimarca (3)
- Estonia (6)
- Fær Øer (1)
- Finlandia (3)
- Francia (12)
- Georgia (12)
- Germania (11)
- Gran Bretagna (10)
- Grecia (6)
- Ungheria (8)

- Israele (9)
- Italia (12)
- Kosovo (3)
- Lettonia (8)
- Lituania (6)
- Moldavia (7)
- Paesi Bassi (12)
- Norvegia (1)
- Polonia (12)
- Portogallo (8)

- Romania (12)
- Russia (12)
- Serbia (5)
- Slovacchia (6)
- Slovenia (10)
- Spagna (8)
- Svezia (4)
- Svizzera (4)
- Turchia (12)
- Ucraina (10)

## Podi

### Ragazzi
| Evento | Oro                         | Argento                   | Bronzo                           |
| −50 kg | Nika Bachiashvili Georgia   | Alexandru Matei Romania   | Romain Valadier Picard Francia   |
| −50 kg | Nika Bachiashvili Georgia   | Alexandru Matei Romania   | Mykyta Holoborodko Ucraina       |
| −55 kg | Berat Bahadir Turchia       | Robbe Demets Belgio       | Shukran Zamanli Azerbaigian      |
| −55 kg | Berat Bahadir Turchia       | Robbe Demets Belgio       | Bence Farkas Ungheria            |
| −60 kg | Turan Bayramov Azerbaigian  | Rizvan Magomadov Russia   | Georgios Balarjishvili Cipro     |
| −60 kg | Turan Bayramov Azerbaigian  | Rizvan Magomadov Russia   | Viljar Lipard Estonia            |
| −66 kg | Saikhan Shabikhanov Russia  | Serhii Nebotov Ucraina    | Michail Tsoutlasvili Grecia      |
| −66 kg | Saikhan Shabikhanov Russia  | Serhii Nebotov Ucraina    | Dániel Szegedi Ungheria          |
| −73 kg | Luigi Centracchio Italia    | Vugar Talibov Azerbaigian | Jelle van Teijlingen Belgio      |
| −73 kg | Luigi Centracchio Italia    | Vugar Talibov Azerbaigian | Aleksandar Rajčić Serbia         |
| −81 kg | Arnaud Aregba Francia       | Akaki Japaridze Georgia   | Magerram Imamverdiev Azerbaigian |
| −81 kg | Arnaud Aregba Francia       | Akaki Japaridze Georgia   | Tymur Valieiev Ucraina           |
| −90 kg | Kenny Liveze Francia        | Daniele Accogli Italia    | Tornike Poladishvili Georgia     |
| −90 kg | Kenny Liveze Francia        | Daniele Accogli Italia    | Adam Sangariev Russia            |
| +90 kg | Huseyn Mammedov Azerbaigian | Akhmed Magomadov Russia   | Mathias Anglionin Francia        |
| +90 kg | Huseyn Mammedov Azerbaigian | Akhmed Magomadov Russia   | Giga Tatiashvili Georgia         |

### Ragazze
| Evento | Oro                             | Argento                     | Bronzo                         |
| −40 kg | Giorgia Hagianu Romania         | Müberra Güneş Turchia       | Ghjuliana Ballo Francia        |
| −40 kg | Giorgia Hagianu Romania         | Müberra Güneş Turchia       | Paulina Ţurcan Moldavia        |
| −44 kg | Merve Azak Turchia              | Anastasiia Balaban Bulgaria | Gulshan Bashirova Azerbaigian  |
| −44 kg | Merve Azak Turchia              | Anastasiia Balaban Bulgaria | Marina Vorobeva Russia         |
| −48 kg | Ana Puljiz Croazia              | Raquel Brito Portogallo     | Céline Dierickx Belgio         |
| −48 kg | Ana Puljiz Croazia              | Raquel Brito Portogallo     | Carlotta Avanzato Italia       |
| −52 kg | Elin Henninger Paesi Bassi      | Ariane Toro Soler Spagna    | Veronica Toniolo Italia        |
| −52 kg | Elin Henninger Paesi Bassi      | Ariane Toro Soler Spagna    | Alexandra Paşca Romania        |
| −57 kg | Özlem Yildiz Turchia            | Kseniia Galitskaia Russia   | Samira Bock Germania           |
| −57 kg | Özlem Yildiz Turchia            | Kseniia Galitskaia Russia   | Alexe Wagemaker Paesi Bassi    |
| −63 kg | Joanne van Lieshout Paesi Bassi | Katarina Krišto Croazia     | Laura Vázquez Fernández Spagna |
| −63 kg | Joanne van Lieshout Paesi Bassi | Katarina Krišto Croazia     | Yuliia Kurchenko Ucraina       |
| −70 kg | Ai Tsunoda Spagna               | Yael van Heemst Paesi Bassi | Juliette Diollot Francia       |
| −70 kg | Ai Tsunoda Spagna               | Yael van Heemst Paesi Bassi | Anna Olek Germania             |
| +70 kg | Hilal Öztürk Turchia            | Carmen Dijkstra Paesi Bassi | Gvantsa Somkhishvili Georgia   |
| +70 kg | Hilal Öztürk Turchia            | Carmen Dijkstra Paesi Bassi | Erica Simonetti Italia         |

### Misti
| Evento  | Oro | Argento | Bronzo |
| Squadre | Turchia Habibe Afyonlu Merve Azak Berat Bahadir Muhammed Demirel Cem Ata Demirtaş Sila Ersin Münir Ertuğ Hilal Öztürk Musa Şimşek Hatice Vandemir Özlem Yildiz | Russia Sofia Afanaseva Kseniia Galitskaia Akhmed Magomadov Rizvan Magomadov Sergei Mastriukov Liubov Orlova Elizaveta Postnikova Adam Sangariev Saikhan Shabikhanov Marina Vorobeva Gleb Zamkovoi | Germania Kevin Abeltshauser Samira Bock Viktoria Folger David Ickes Nicolas Kunze Tim Möller Anna Olek Daniel Udsilauri George Udsilauri Jule Ziegler |
| Squadre | Turchia Habibe Afyonlu Merve Azak Berat Bahadir Muhammed Demirel Cem Ata Demirtaş Sila Ersin Münir Ertuğ Hilal Öztürk Musa Şimşek Hatice Vandemir Özlem Yildiz | Russia Sofia Afanaseva Kseniia Galitskaia Akhmed Magomadov Rizvan Magomadov Sergei Mastriukov Liubov Orlova Elizaveta Postnikova Adam Sangariev Saikhan Shabikhanov Marina Vorobeva Gleb Zamkovoi | Ungheria Bence Farkas Szilvia Farkas Attila Ijjas Anna Kriza Bálint Marosi Nikolett Nyíri Péter Sáfrány Dániel Szegedi                                |

## Medagliere
| Pos.   | Paese       | Oro | Argento | Bronzo | Totale |
| ------ | ----------- | --- | ------- | ------ | ------ |
| 1      | Turchia     | 5   | 1       | 0      | 6      |
| 2      | Paesi Bassi | 2   | 2       | 2      | 6      |
| 3      | Azerbaigian | 2   | 1       | 3      | 6      |
| 4      | Francia     | 2   | 0       | 4      | 6      |
| 5      | Russia      | 1   | 4       | 2      | 7      |
| 6      | Georgia     | 1   | 1       | 3      | 5      |
| 6      | Italia      | 1   | 1       | 3      | 5      |
| 8      | Romania     | 1   | 1       | 1      | 3      |
| 8      | Spagna      | 1   | 1       | 1      | 3      |
| 10     | Croazia     | 1   | 1       | 0      | 2      |
| 11     | Ucraina     | 0   | 1       | 3      | 4      |
| 12     | Belgio      | 0   | 1       | 1      | 2      |
| 13     | Bulgaria    | 0   | 1       | 0      | 1      |
| 13     | Portogallo  | 0   | 1       | 0      | 1      |
| 15     | Germania    | 0   | 0       | 3      | 3      |
| 15     | Ungheria    | 0   | 0       | 3      | 3      |
| 17     | Cipro       | 0   | 0       | 1      | 1      |
| 17     | Estonia     | 0   | 0       | 1      | 1      |
| 17     | Grecia      | 0   | 0       | 1      | 1      |
| 17     | Moldavia    | 0   | 0       | 1      | 1      |
| 17     | Serbia      | 0   | 0       | 1      | 1      |
| Totale | Totale      | 17  | 17      | 34     | 68     |